# 姜戎 (作家)
姜戎（1946年4月—），本名呂嘉民，生于中共管辖下的苏北根据地，祖籍上海，满族。呂嘉民曾為《北京之春》雜誌任總編輯，亦曾為中國工運學院副教授及中國社會科學院馬克思列寧主義毛澤東思想研究所研究生，現已退休。2004年以姜戎為筆名寫下其第一部著作《狼圖騰》。 現時其配偶是著名女作家張抗抗，在之前他曾經歷過兩次婚姻。呂嘉民本人十分低調，除了接受媒體作私人採訪外，他從未在公開場合露面。

## 名由
呂嘉民在2004年5月17日上午接受北京青年報訪問時表示，筆名「姜戎」是取自范文瀾《中國通史簡編》中的一句話：「炎帝姓姜……姜姓是西戎羌族的一支，自西方游牧先入中部」。另外，呂嘉民當時為避免表露其真實身份，於是聲稱「我祖姓就是姓姜。我爺爺姓姜。我的父親不姓姜。」

## 生平

### 早年生活
呂嘉民的雙親皆來自江蘇省嘉定縣（今上海市嘉定區）。父親呂炳奎是中醫師，而生母曾在上海當女工，在地下曾與江青共事。他們在1940年代在上海加入中國共產黨，之後在中國抗日戰爭期間加入新四軍服役。戰後，生母在教育界立足，而呂炳奎就升任江苏省卫生厅廳長，後調任中华人民共和国卫生部中醫司司長。後來，生母患癌，並安排讓呂嘉民的姐妹和大弟改姓，由軍界的舅舅撫養，最後在呂嘉民十一歲的時候病逝，呂炳奎遂與家中小他20歲的小保姆再婚。
據呂嘉民之兄吕加平說，呂嘉民上初中時曾受到其父和繼母的虐待，因受到折磨而患上肺結核，時任中华人民共和国卫生部中医司司長的父親不給予治療之餘，還在生活上對他非常苛刻，精神上則對他横加打擊，而繼母就經常對他謾罵並大打出手。之後呂嘉民被趕到外面小屋置之不理，致他的病情加劇。後來得到呂嘉平的協助之下，他才得以漸漸康復，並開始學習繪畫，在初中畢業考上了浙江美院附中。

### 前往內蒙古
呂嘉民早於學生時期首次引起當局負面的注意，在1964年因寫下一篇評論而被受到譴責並被打成「反革命者」，其父呂炳奎亦被紅衛兵認為他走資本主義路線並被紅衛兵打成右派，不過他之後仍決定加入紅衛兵。雖然他加入了紅衛兵，但當紅衛兵開始沒收「封資修」書籍並將其焚燒時，他經常將一些書收起，並加入其私人收藏。1967年他高中畢業，並於11月16日應毛澤東「知識青年到農村去」的號召，自願與其他知青（包括劉小佈及呂嘉民第一任妻子張紅軍）前往內蒙古锡林郭勒盟东乌珠穆沁旗草原插隊，與當地牧民生活，並居住在滿都寶力格牧場。他當初選擇前往遙遠的內蒙古而不選當時受歡迎的黑龍江插隊，是因為方便他帶著上述「封資修」書籍前往。他怕如果前往黑龍江的話，他將會必須住在解放軍生產建設兵團內，而且他帶來的書籍會有可能再被沒收。
呂嘉民前往內蒙古後，生活不算安逸。雖然他在那裡成了公認的知青領袖，但後來被捲入滿都寶力格牧場的兩派鬥爭之內。1969年，内蒙古生产建设兵团接管滿都寶力格牧場，加上周恩來早前的干預，兩派鬥爭遂告平息，不過呂嘉民在兩派鬥爭失去知青的信任並失去威信。1970年9月30日，呂嘉民等三人因批鬥林彪而被軍人拘押，並承認犯下「反林彪副統帥的反革命罪行」，呂嘉平在弟弟的揭發之下亦受牽連。1971年8月，呂嘉平及其妻被捕，呂嘉平被判死刑，其妻被判死緩，而呂嘉民自己則被繼續關押（此時其著作《狼圖騰》已開始腹稿）。後來九一三事件發生，林彪政權垮台，他們才獲得特赦，呂嘉民則在幾個月後獲釋。
獲釋後呂嘉民生活回復平靜，並被官方指定為「反林彪英雄」。1975年，同為知青兼與呂嘉民同住一個蒙古包的張紅軍與呂嘉民結婚。但兩年後，呂嘉民以「在獄中遭毒打失去性功能」為由要求離婚。最後呂嘉民於1978年（一說1976年）返回北京。

### 寫作《狼圖騰》
自1978年返回北京後，呂嘉民開始參加北京之春運動，並加入《北京之春》雜誌任總編輯。其後，他考上了中国社会科学院馬克思列寧主義毛澤東思想研究所（馬列所）研究生院，並與知名指揮家李德倫外甥女、同是《北京之春》編輯及滿都寶力格牧場知青的德方結婚，六年後離婚，與女作家張抗抗再婚。呂嘉民研究生畢業後進入中國工運學院（今中国劳动关系学院）任副教授。後來六四事件爆發，呂嘉民因參加學運第二次被捕，被关押在秦城监狱，与周锋锁同一牢房，至1991年1月始被釋放，不過副教授的職位自此不保，他不能持護照出境，亦不肯公開露面。此後他利用時間繼續寫作《狼圖騰》，並於1997年在北京完成初稿，至2003年底定稿，翌年4月交由長江文藝出版社出版。其妻在丈夫寫作之時發現他行為怪異，曾表示當時他「總是把自己關在書房裡，也從來不告訴别人，他究竟在幹甚麼」。

### 近況
雖然他已經開始接受中國境內外傳媒作訪問，但至今仍婉拒提供其照片。另外，呂嘉民在出版《狼圖騰》早期對真實身份密而不宣，即使中華人民共和國公安部知道了，他當時亦不肯透露。在2006年之時，知道他真實身份的包括其妻及一位德國《明鏡周刊》駐華記者在內只有五人。直到2007年11月，他的真實身份在其獲得曼氏亞洲文學獎（Man Asian Literary Prize）才為人所知，他遞交給裁判團的相片及其真實名字亦被公開並刊登在世界各地的報紙上。不過，他因為仍不能持護照出境，所以他最終未能赴香港獲獎。
目前他在北京某大學從事研究工作，但有報導指他已經退休。

## 著作

### 《狼圖騰》
《狼圖騰》是呂嘉民的首部著作，亦是到呂在2020年出版姊妹作《天鵝圖騰》前的唯一一部著作，以姜戎為筆名，於2004年4月由長江文藝出版社出版。書中內容以作者的個人經驗為藍本，主要圍繞蒙古草原有關野狼的各種神秘傳說及真實故事，透過野狼如何在滿佈強敵的環境之下，怎樣去運用計謀令自己得以繼續存活。
據法國漢學家索爾孟表示，《狼圖騰》已在中國大陸連續兩年登上最暢銷書籍排行榜，至2006年為止銷售100萬本正版書籍、1300萬盜版書籍，共1400萬本。他又表示此書是異議書籍，中國共產黨之所以沒有查禁它，是因為此書十分暢銷，而且呂嘉民隱姓埋名，從未公開露面，故中共無從得知作者身份。
德国汉学家顾彬（Wolfgang Kubin）对《狼图腾》给予了激烈的批评：“《狼图腾》对我们德国人来说是法西斯主义，这本书让中国丢脸”。
此書獲得多項榮譽及獎項。2005年，被亞洲週刊列入「2004年亞洲週刊中文十大好書」；同年，獲提名競逐第二屆21世纪鼎钧双年文学奖。2007年11月10日，《狼圖騰》一書獲得曼氏亞洲文學獎，呂嘉民獲得一萬美元的獎金。

### 《天鵝圖騰》
2020年，呂嘉民出版了《狼圖騰》的姊妹作《天鵝圖騰》，兩本書的出版時間相隔16年，創作靈感同樣來自姜戎於上山下鄉運動時期在內蒙古生活的經歷。

## 政治觀點
呂嘉民在2005年接受英國報章《每日電訊報》訪問時，聲稱自己是一個「重要的左翼思想家」，亦一直是個民主及個人主義的支持者。同時表示自己相信若中國仍不進一步民主化的話就會有成為「另一個納粹德國」的風險。他亦表明自己對中國大陸女歌手李宇春感到欽佩，並形容她是一個「中國社會的好象徵」。另外，他曾列舉影響他自己著作的作家，包括巴爾扎克、托爾斯泰、傑克·倫敦及珍·奧斯汀。

## 逸聞
- 2008年，有一位自稱當時曾與呂嘉民一起在滿都寶力格牧場插隊的知青告訴《西安晚報》記者，呂嘉民偏愛狼，並表示當知青的時候還養過一隻小狼，當時遭到當地牧民厭惡之外，還使當時的知青給予他「白眼狼」的外號[26]。

## 外部連結
- （英文）曼氏亞洲文學獎網站關於呂嘉民的介紹（內附近照）